# Saté

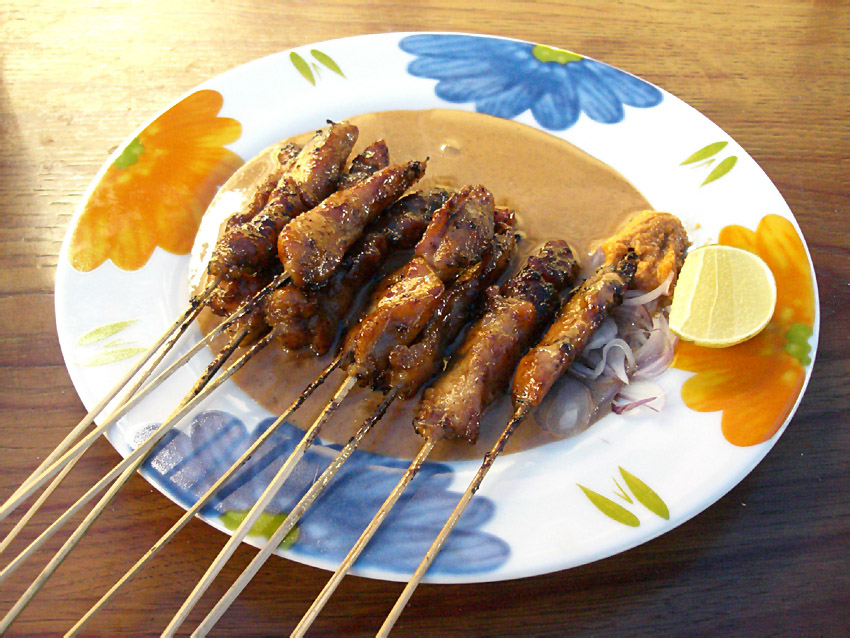
Saté van Ponorogo, Indonesië

Saté is van oorsprong een Indonesisch en Maleisisch gerecht, bestaande uit drie of meer stukjes geroosterd vlees op een dunne houten spies, meestal van bamboe. De Indonesische naam ervoor is sate (soms ook sateh of satai). In Maleisië en Singapore komt men het vaak tegen als satay. Het Indonesische/Maleisische woord sate is afgeleid van het Tamil woord catai.
In het Indonesisch en Maleis hebben de meeste woorden een lichte klemtoon op de voorlaatste lettergreep, en 'saté' is daarop geen uitzondering. Desondanks, waarschijnlijk onder invloed van woorden als 'café', wordt het door Nederlanders meestal uitgesproken met de klemtoon op de tweede lettergreep. De klemtoon is echter in het Indonesisch niet belangrijk en de Nederlandse uitspraak klinkt in Indonesische oren heel acceptabel.
Saté wordt in Indonesië en Maleisië meestal gegeten met witte rijst (nasi putih) of met blokjes kleefrijst (lontong), ketupat (of kupat, rijst gestoomd in klapperblad), komkommer, rauwe ui of "atjar ketimoen" (een atjar met komkommer). Over de saté wordt ook een saus gegoten, die echter niet echt lijkt op de pindasaus die men in Nederland gewend is. Sauzen voor saté kunnen, naast de bekende pindasaus, ook gebaseerd zijn op sambal of ketjap.
Naar de gebruikte soort vlees worden verschillende soorten saté onderscheiden. De bekendste zijn:
- saté babi (sate babi - varken)
- saté ajam (sate ayam - kip)
- saté kambing (sate kambing - geit)
- saté sapi (sate sapi - rundvlees)
- saté udang (sate udang - garnaal)

Ook streken en steden hebben hun eigen saté-varianten. De bekendste zijn:
- saté Betawi (Jakarta)
- saté Blora (Midden-Java)
- saté Madura of Madoera
- saté Padang
- saté Ponorogo
- nonya saté (Singapore en Maleisië), varkenssaté geserveerd met twee sauzen: verse ananassaus en pindasaus

Voor saté babi worden de blokjes veelal uit een schouderkarbonade gesneden. Kipfilet is uitermate geschikt voor saté ajam. In Indonesië maakt men ook gebruik van andere stukken vlees van varken, kip of geit (zelfs het vet). Voor saté padang wordt rundvlees gebruikt, bijvoorbeeld uit riblappen.
In Indonesië wordt saté vaak langs de kant van de weg bereid en verkocht. Saté babi (varken) vindt men vooral op Bali, in Manado en in (stads)wijken waar vooral (christelijke) etnische Chinezen wonen. Saté is een van de vele Indonesische gerechten die via de koloniale banden populair zijn geworden in Nederland.

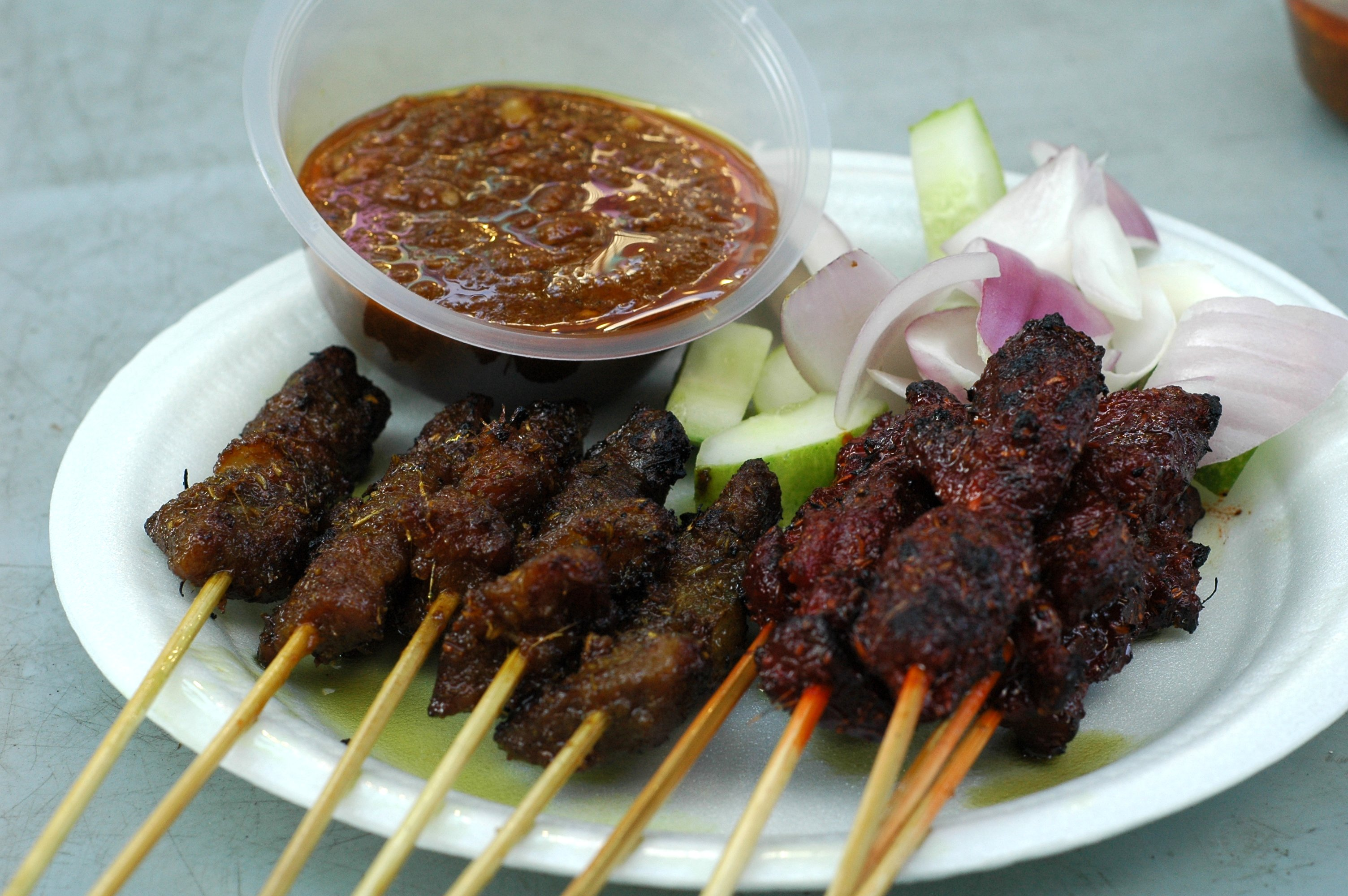
Saté van Singapore met pindasaus, stukjes komkommer en sjalotten
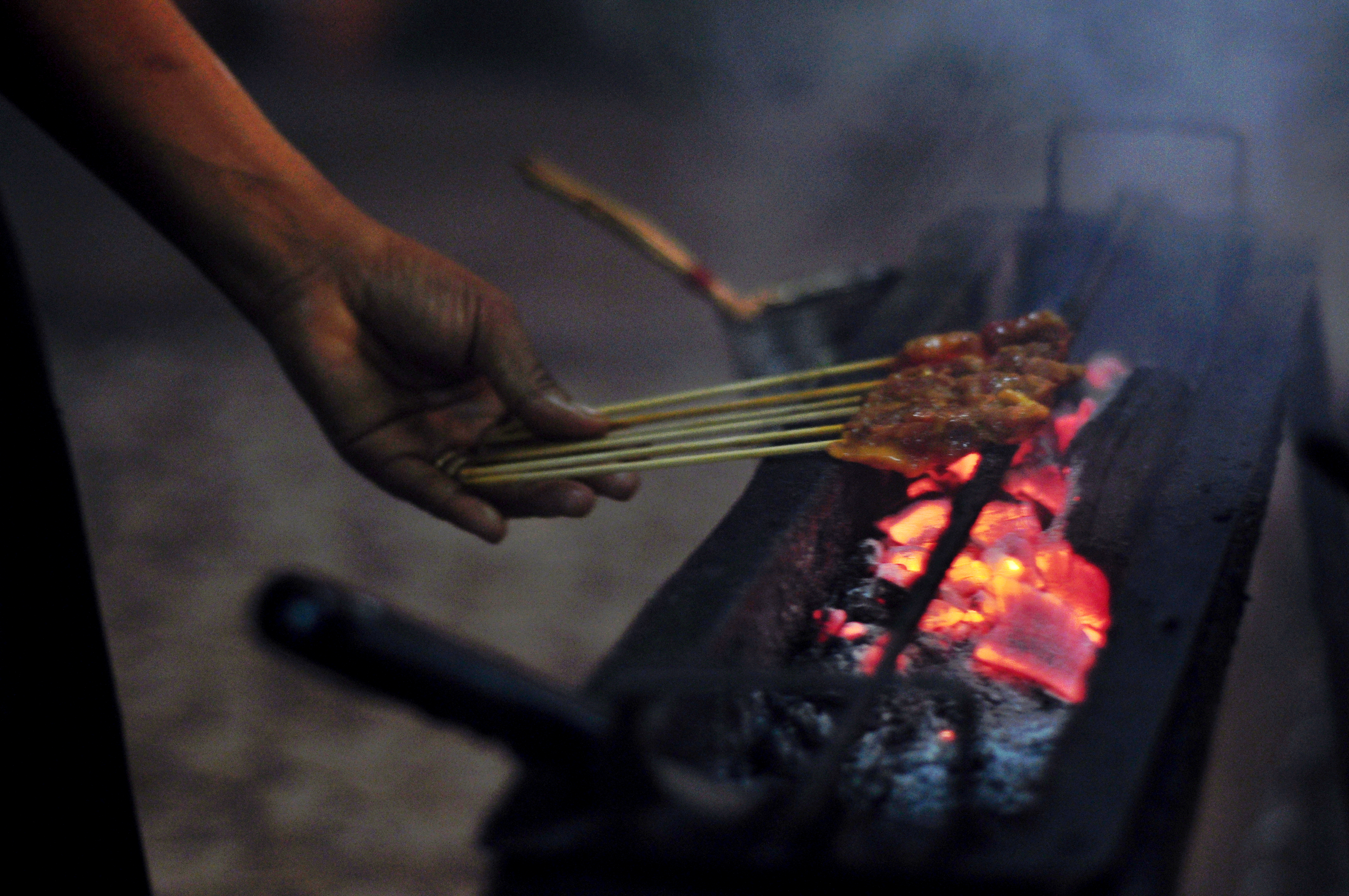
Saté wordt gegrild in Sabah, Oost-Maleisië

## Referentie
1. ↑  Jones, R., Grijns, C.D. & De Vries, J.W. (eds.) 2007. Loan-Words In Indonesian and Malay. KITLV Press, Leiden, p. 277.
2. ↑  Zanten-Wervelman, E.A., van & Goedemans, R.W.N. (2009) Prominence in Indonesian: stress, phrases, and boundaries. Wacana. Jurnal Ilmu Pengetahuan Budaya, 11 (2), pp. 197-225.